# Karol Kernberg
Karol Kernberg, ps. Karol Ziarski (ur. 9 października 1896 we Lwowie, zm. wiosną 1940 w Katyniu) – chorąży Wojska Polskiego, kawaler Krzyża Niepodległości, ofiara zbrodni katyńskiej.

## Życiorys
Urodził się w rodzinie Adolfa i Antoniny ze Steningów. W maju 1914 r. wstąpił do Związku Strzeleckiego we Lwowie. W sierpniu 1914 zgłosił się do Legionów, przydzielony do 1 plutonu 1. kompanii III batalionu 1 pułku piechoty. W wyniku odniesionych ran w walkach pod Laskami, wysłany do szpitala w Täplitz-Schönau. 8 grudnia 1914 przebywał w szpitalu zlokalizowanym w szkole męskiej Alleegasse w Cieplicach. Po wyjściu ze szpitala wcielony do 2 a następnie 5 kompanii uzupełniającej 5 pułku piechoty I Brygady Legionów. 25 marca 1916 włączony do kadry artylerii. 16 kwietnia 1916 wysłany z Kozienic do stacji zbornej w Kowlu i wcielony do artylerii 2 pułku piechoty II Brygady Legionów. Aresztowany za agitację w związku z kryzysem przysięgowym. Wcielony do 2 kompanii odwodowej 2 pułku Polskiego Korpusu Posiłkowego. W trakcie bitwy pod Rarańczą dostał się do niewoli i został internowany w Szeklencze, wstąpił do POW. Jako poddany austriacki, wcielony do c. i k. armii i wysłany na front włoski. Jako członek POW działał wśród Polaków w armii austriackiej. W sierpniu 1918 przybył do Lwowa a stamtąd udał się do Warszawy. Na rozkaz szefostwa POW zgłosił się do służby w Polskiej Sile Zbrojnej. W listopadzie 1918 uczestniczył w rozbrajaniu Niemców w Warszawie, później w walkach z Ukraińcami o Lwów. Uczestniczył w wojnie 1920 r.
W okresie międzywojennym pozostał w wojsku. W 1931 roku był sierżantem w 19 pułku piechoty we Lwowie. Następnie w 6 dywizjonie artylerii przeciwlotniczej.
W kampanii wrześniowej walczył w 6 pułku artylerii ciężkiej. 18 września 1939 w Haliczu dostał się do niewoli radzieckiej. 17 października 1939 przywieziony do obozu przejściowego dla jeńców w Krzywym Rogu. Znajduje się na liście jeńców obozu z 15 grudnia 1939 jako oficer 6 daplot. 23 grudnia 1939 wymieniony na liście młodszych oficerów obozu w Krzywym Rogu przeznaczonych do przesłania do obozu w Kozielsku i Starobielsku. 28 stycznia 1940 wysłany do obozu w Kozielsku, dokąd dotarł 14 lutego 1940. Między 28 kwietnia 1940 przekazany do dyspozycji naczelnika smoleńskiego obwodu NKWD – lista wywózkowa 052/4, poz.42, nr akt 4906 z 27.04.1940. Został zamordowany 30 kwietnia 1940 przez NKWD w lesie katyńskim. Zidentyfikowany podczas ekshumacji prowadzonej przez Niemców w 1943, zapis w dzienniku ekshumacji pod datą 02.06.1943. Przy szczątkach w mundurze chorążego znaleziono: wizytówki z nazwiskiem: Ziarski-Krenberg Karol, chorąży; kieszonkowy kalendarzyk, dwa odznaczenia, dwa medale, pierścień z napisem „Gold gab ich für Eisen 1914”. Figuruje na liście AM-266-3829. Natomiast na liście Komisji Technicznej PCK pod numerem: GARF-137-03829 figuruje jako nierozpoznany oficer, oprócz przedmiotów znalezionych wg listy AM wymieniono: „Krzyż Obrońców Niepodległości i 3 medaliki”.
Postanowieniem nr 112-49-07 Prezydenta RP Lecha Kaczyńskiego z 5 października 2007 został pośmiertnie mianowany na stopień podporucznika. Awans został ogłoszony 10 listopada 2007, w Warszawie, w trakcie uroczystości „Katyń Pamiętamy – Uczcijmy Pamięć Bohaterów”.

## Życie prywatne
Mieszkał we Lwowie. Żonaty z Fryderyką z d. Barnasz (nauczycielka), miał dwoje dzieci – Krystynę Wandę (ur. 4 grudnia 1920) i Tadeusza. Wielbiciel teatru, zaprzyjaźniony z aktorami i malarzami. Był reżyserem w Kole Dramatycznym 19 pułku piechoty „Odsieczy Lwowa”. Reżyserował m.in. „Komedię o człowieku który redagował gazetę”.
Rodzina została zesłana do Kazachstanu, a następnie wraz z Armią gen. Andersa ewakuowała się do Iranu. Tadeusz Kernberg wstąpił do Wojska Polskiego, a następnie w Wielkiej Brytanii pisał do polonijnej prasy pod pseudonimem Tadeusz Ziarski. Krystyna Wanda, po ukończeniu kursu pielęgniarskiego, pracowała jako pielęgniarka w Iranie i Pakistanie. Wraz z matką w 1947 wyemigrowała do Australii. Wyszła za mąż za żołnierza Samodzielnej Brygady Strzelców Karpackich, Mariana Jackiewicza. „Została kierowniczką Polskiego Gimnazjum w Hobart; zorganizowała i prowadziła pierwszy kurs maturalny z języka polskiego. Poza tym sprawowała urząd australijskiego sędziego pokoju i udzielała się jako tłumacz przysięgły. Autorka dziesiątków artykułów w prasie polonijnej i australijskiej, tłumaczka polskich kolęd na język angielski, reżyserka rewii, autorka teatralnych jednoaktówek i wierszy. Jej poezję drukował „Tygodnik Polski” w Melbourne w dodatku kulturalno-literackim „Margines” oraz sydnejskie „Wiadomości Polskie”, „Kurier Polski” i „Przegląd Katolicki”.

## Ordery i odznaczenia
- Krzyż Niepodległości – 6 czerwca 1931 roku „za pracę w dziele odzyskania niepodległości”[13]
- Krzyż Walecznych
- Brązowy Krzyż Zasługi
- Krzyż Obrony Lwowa
- Medal Pamiątkowy za Wojnę 1918–1921
- Medal Dziesięciolecia Odzyskanej Niepodległości
- Medal za Długoletnią Służbę
- Krzyż Kampanii Wrześniowej – pośmiertnie 1 stycznia 1986[14]
- Odznaka Pamiątkowa Więźniów Ideowych[2]
- Odznaka II Brygady Legionów
- Odznaka „Za wierną służbę”
- Odznaka Pamiątkowa Internowanych na Węgrzech Rarańcza – Huszt
- Odznaka pamiątkowa „Orlęta”
- Odznaka za Rany i Kontuzje